# A Voltvalaki Hotel szereplőinek listája
Ez a szócikk a Voltvalaki Hotel című amerikai televíziós animációs sorozat szereplőit sorolja fel.

## Főszereplők

### Charlie Morningstar

Balról jobbra a szereplők: Alastor, Husk, Vaggie, Charlie, Angel Dust és Niffty

Charlotte Morningstar (eredeti hangja: Erika Henningsen) Lucifer és Lilith lánya, a poklok hercegnője, a Hazbin Hotel alapítója és vezetője, Vaggie barátnője. Pozitív, naiv és kedves. Charlie-t nagyon tehetséges énekesnek tartják, még a műsor betétdalain kívül is.
Szüleivel kapcsolata elhidegül: édesapjától, Lucifertől nem kap elegendő figyelmet; édesanyja, Lilith 7 éve eltűnt. Édesanyja álmai ösztönözték, arra, hogy elhatározta, hogy a rábízott szállodát démonok rehabilitációs megtérítésére használja. Abból az érdekből, hogy megakadályozza az évente megtörténő pokoli népirtást, amit a mennyország hajt végre, mely apjának és anyjának keserve.
Érzelmileg nem stabil, barátnője, Vaggie motiválása nélkül álmai értelmetlenek. Nem érti mások érzelmeit, így hiába próbál segíteni, de nagyobb bajt okoz ez által. Így akarata nélkül és tudtán kívül megbánt másokat néhány epizódban, mint például: Angel Dustot, és Vaggie-t. Mikor szellemileg elkezd fejlődni észbekap, hogy milyen módon bánt a másikkal. Próbálja helyre hozni hibáit. Nagyon naív is. Nem veszi észre, hogy milyen kemény valójába a világ. Ezért mindig próbál a legeslegpaszívabbnak és -kedvesebbnek lenni másokkal. A Lucifer által megtervezett mennyországi tárgyaláson észre vette, hogy annak ellenére, hogy tesztalanya, Angel Dust megfelelt a megváltásra, az angyalok akkor is tagadták mindezt, csak Emily állt ki mellette. Ekkor fogta fel milyen igazságtalan valójában az élet. Ennek hatására már nem érdekelte, hogy milyen módon védi meg barátait az ördögűzéstől, bármilyen módszert alkalmazott volna annak megakadályozása érdekében.

### Vaggie
Vaggie (eredeti hangja: Stephanie Beatriz) egy bukott angyal, a Voltvalaki Hotel igazgatónője, Charlie barátnője, lelki támasza és motiválója. Agresszív, pesszimista, pragmatikus, óvatos és aranyszívű.
Amikor még ördögűző angyal volt, könyörtelen gyilkológép volt, több ezer bűnöst mészárolt le sok megsemmisítés során. Azonban szíve megszakadt, amikor egy sikátorban ki próbált végezni egy védtelen kárhozatra ítélt gyereket. Nem tudta rávenni magát, hogy megölje, ezért elengedte őt. Lute undorodva nézte, és kijelentette, hogy "mocsok bűnös", kiszúrta bal szemét, és büntetésből letépte a szárnyait és megcsonkítva ott hagyta a pokolban. Nem sokkal ezután találkozott Charlie-val, aki elsősegélyben részesítette. Végül ketten egymásba szerettek, és Vaggie hűséget és védelmet fogadott neki. 

### Angel Dust
Angel Dust egykori nevén Anthony (eredeti hangja: Blake Roman) pókdémon formát felvett bűnös, egy pornósztár. Charlie és Vaggie rehabilitációs programjának első tesztalanya. Humoros és perverz természetű. Lelke Valentino tulajdonában van.
Angelnek valóban vannak barátai, és bár törődik velük, és időnként azt mutatják, hogy el akarja érni a szoros kapcsolatot, ám sok falat emel maga és mások közé, nagyon védi valódi érzéseit, és kerüli a túlzottan érzelmes kapcsolatokat. Cinikusan vélekedik a megváltás gondolatáról, bár úgy tűnik, még mindig van egy kis reménye, hogy lehetséges lesz számára. A folyamatos dirigáló és bántalmazó helyzet, amelyben főnökével, Valentinoval él, nagy stressznek teszi ki a munkájában, és emiatt némileg traumatizálódik. Amikor Valentinoval találkozik, Angel ijedt és ideges lesz az általa elkövetett bántalmazások miatt.

### Alastor
Alastor, a "Rádiódémon" (eredeti hangja: Amir Talai) az egyik legerősebb démon a pokolban, csak néhány nagyúr tudja felülmúlni hatalmát. Valódi természete nem ismert; állandóan mosolyog. Husk és Niffty lelkének tulajdonosa. Lelkének a tulajdonosa ismeretlen.
Rejtély, hogy miért látogatott el a Hazbin Hotelhez. Felajánlotta, hogy segít Charlie Morningstarnak a próbálkozásaiban, bár a saját szórakoztatására. Nagyon jó megfigyelő. Alastort a kettősség embereként írják le. Nagyon nagyra értékeli a jó modort, a kedvességet és az intelligenciát másokban, és aktívan lenézi azokat, akik nem felelnek meg a normáinak. Mindig megvárja és észleli a megfelelő pillanatot, hogy átverjen és manipulálhasson másokat, mint például: egyes epizódokban; Vaggie-t vagy Charlie-t. Annak ellenére, hogy állandóan magabiztosnak és vidámnak tűnik, van egy sebezhető oldala, amely nyilvánvalóvá válik, amikor az egy epizódban „láncra szorította” Huskot, emlékeztette, hogy az ő lelke is valaki tulajdonában van. Ebben az esetben az önbizalma összeomlott, és pánikrohamot kapott.

### Husk
Husker (eredeti hangja: Keith David) a szálloda kocsmárosa. Rosszkedvű és lusta természetű. Lelke Alastor tulajdonában van.
Nagyon figyelmes, képes olvasni az emberekben, és jól megérti a problémáikat (még akkor is, ha ők maguk sem értik), ami miatt gyorsan észreveszi, ha valaki nem őszinte vele, amit rühell. Értékeli, ha valaki hiteles, és jól felismeri önmagát és saját problémáit, hibáit is, nyíltan elfogadva, hogy az alkoholtól és a szerencsejátékoktól való függése nem segíti abban, hogy jobban érezze magát. Meglepően empatikus és hajlandó nem ítélkezni azokon, akiknek szükségük van rá, édesebb és védelmezőbb oldalát mutatja azoknak, akikkel lényegesebb kapcsolatot alakít ki vele.
Még mindig egykori önmagának Husk, azt állítja, hogy már régen "elvesztette a szeretet képességét", bár még mindig nem világos, hogy szó szerint vagy metaforikusan. Világos az a tény, hogy elvesztette nagyúri státuszát, miután alkut kötött Alastorral, hogy megpróbálja megmenteni az erejét, miután megkockáztatta a birtokában lévő összes lelket.

### Niffty
Niffty (eredeti hangja: Kimiko Glenn) a szálloda takarítónője, szakácsnője és kártevőirtója. Vérbeli pszichopata és férfi mániás. Lelke Alastor tulajdonában van.
Niffty hiperaktív, spontán és mozgékony és nagyon gyors. Nem szereti, ha minden szobában rendetlenség van, és általában a férfiakhoz kötődik. Azonban csak a "rosszfiúkat" szereti, beleértve a Sir Pentious iránti rövid megszállottságot. Ami azzal ért véget, hogy csalódottan megrúg Niffty Sir Penrius-be, miután bocsánatot kér, és úgy dönt, hogy megváltást keres a szállodában. Nem fél bepiszkolódni, és élvezi, ha takarítja mindenki piszkát (hátborzongató bájjal).

### Sir Pentious
Sir Pentious (eredeti hangja: Alex Brightman) a viktoriánus korszak kobradémona, aki modern és menő akar lenni, és szenvedélye a pusztító harci gépek építése.
Vox megbízta, hogy kémkedjen Alastor után a szállodában, de miután lebukott, kegyetlenül elbocsátotta őt. Charlie felajánl neki egy második esélyt, így ő lett a második bűnös, akit a szálloda meg akart váltani. Majd beleszeretett egykori ellenségébe, Cherry Bombba. Később Sir Pentious feláldozta magát, hogy megállítsa Ádámot, ezzel elérte a megváltást és a mennybe került.

## A poklok uralkodói

### Lucifer
Lucifer Morningstar (eredeti hangja: Jeremy Jordan) Charlie édesapja és Lilith elhidegült férje. Ő a poklok uralkodója és a hét főbűn egyike, a kevélység bűnét testesíti meg.
Drámai természettel rendelkezik, és a legtöbb helyzetben nagyon túlkapottan viselkedik. Felváltja viselkedését a buta és a teátrális, illetve a kínos és a melankolikus között. Charlie-hoz hasonlóan Lucifer is ambiciózus a meggyőződésében. A pokol véletlen létrejötte és az azt követő száműzetés miatt feladta álmait. Miután ő és Lilith elváltak, Lucifer elszigetelődött és depresszióba esett. Megbirkózott azzal, hogy több tonna gumikacsát készített és halmozott fel, éveket töltött otthonában. Ez a megszállottság azt is okozza, hogy elhidegül a lányától, egészen addig a pontig, hogy alig hívja, és azt hiszi, hogy nem akar vele beszélni.

### Lilith
Lilith Charlie édesanyja és Lucifer felesége.

## A poklok nagyurai

### Carmilla
Carmilla Carmine' (eredeti hangja: Daphne Rubin-Vega) egyike a pokol nagyurai közül, aki a legnagyobb fegyverkereskedő a pokolban. Zestial barátja.
Carmilla nagyrészt professzionális, bár elveszítheti a türelmét, különösen, ha Zestialt megsértik, vagy a családját veszély fenyegeti. Törődik a lányaival, hajlandó átlépni minden határt, hogy megvédje őket, még akkor is, ha ez egy ördögűző megölését jelenti, miközben tudja, hogy ennek katasztrofális következményei lesznek. El akarja kerülni az erőszakot és a háborút, ugyanakkor mindent megtesz, hogy megvédje szeretteit.

### Zestial
Zestial Morde (eredeti hangja: James Monroe Iglehart) egyike a pokol nagyurai közül. Carmilla barátja.
Kifinomult beszédmódja van, és gyakran inkább megőrzi az indulatát, mintsem könnyen frusztráljon. A hírneve olyan, hogy a démonok, mint a társai, rettegnek tőle, elrejtőznek vagy haboznak, amikor elhalad mellette. Előrehaladott korához illően Zestial rendkívül türelmes és óvatos. Azt is kimutatja, hogy könyörületes azokkal, akikhez közel áll.

### Rosie
Rosie (eredeti hangja: Leslie Rodriguez Kritzer) egyike a pokol nagyurai közül. A Rosie's Emporium társtulajdonosa volt, aki Franklin halála után egyedüli tulajdonosa lett. Alastor jó barátja.
Nagyon tehetséges, artikulált és barátságos démonnak tűnik, aki eleganciával rendelkezik. Élvezi a régimódi dolgokat, például a régimódi zenét és a huszadik század elejének divatját. Rosie a Cannibal Town morbid környezetébe is beleéli magát, közömbös, sőt barátságos a kannibalista hajlamaival, valamint a számos kannibál finomságot árusító Emporiumával.

### Vox
Vox (eredeti hangja: Christian Borle) egyike a pokol nagyurai közül, a Vees tagja, és Alastor egyik fő ellenfele. A VoxTek tulajdonosa és vezérigazgatója, valamint a Vees főnöke. Vox egyébként egy egoista, karizmatikus és manipulatív műsorvezető is, aki figyelemre vágyik.Valentino

### Velvette
Velvette (eredeti hangja: Lilli Cooper) egyike a pokol nagyúrnői közül és a Vees tagja. Szakterülete a közösségi média, a divattervezés, valamint a szerelmi bájital megalkotásáért is felelős.

## Angyalok

### Ádám
Ádám (eredeti hangja: Alex Brightman) volt az első ember, és egyben az első emberi lélek, aki belépett a mennybe. Miután angyallá vált, az ördögűzőként ismert angyal hadsereg vezetője lett, és a mennyországot szolgálta az irtás mozgalom előfutáraként. A Hazbin Hotel főellensége.

### Lute
Lute (eredeti hangja: Jessica Vosk) egy ördögűző angyal. Ádám egykori hadnagya volt, Ádám halála után Lute váltotta fel őt az angyalhadsereg új parancsnokaként. A Hazbin Hotel főellensége.

### Sera
Sera (eredeti hangja: Patina Miller) egy szeráfangyal és egy támogató antagonista. Kedves, kiegyensúlyozott embernek tűnik, aki gondoskodik azokról, akikkel kapcsolatba kerül, és még olyan démonokat is szívesen lát, mint Charlie és Vaggie. Főszeráfként komolyan veszi a munkáját, az angyalok közötti rendet teremtést.

### Emily
Emily (eredeti hangja: Shoba Narayan) egy szeráfangyal. Izgatott, édes, barátságos és kedves szinte mindenkivel, aki körülveszi. Nem különböztet meg másokat tévedések vagy kilétük alapján. Örömmel üdvözölte a mennyországban Charlie-t, annak ellenére, hogy démon volt.

### Szent Péter
Szent Péter (eredeti hangja: Darren Criss) A mennyország kapuőrzője.

## Bűnösök

### Cherrie Bomb
Cherri Bomb (eredeti hangja: Krystina Alabado) Angel Dust legjobb barátja, Sir Pentious ellensége és később szerelme lesz. Merésznek és határozottnak mutatkozik.
Könnyen megvesztegethető, hogy csináljon valamit. Az első évad fináléjában örömmel jelent meg és harcolt az ördögűzőkkel, mondván, hogy szeret harcolni, különösen, ha össze tud szállni Angel Dusttal.

### Mimzy
Mimzy (eredeti hangja: Sarah Stiles) Alastor barátja.
Mimzy egy pimasz, materialista díva, aki számos önközpontú tulajdonsággal rendelkezik, amelyekre a körülötte lévő emberek erőteljesen reagálnak. Összeütközésbe kerül más erős személyiségekkel. Mimzy nagyon szomjazik a figyelemre és önközpontú. Husk szerint Mimzy csak akkor jön, ha szüksége van valamire, ami bebizonyosodott. Minden durva tulajdonságán kívül legalább egy kicsit törődik a barátaival, még Alastort is megöleli, és barátságos a szálloda személyzetével.

## Egyéb szereplők
- Katie Killjoy (eredeti hangja: Brandon Rogers) a 666 News, a Hell's premier híradó főhorgonya.
- Tom Trench (eredeti hangja: Amir Talai) a 666 News, a Hell's premier híradó társhorgonya.
- Travis (eredeti hangja: Don Darryl Rivera) pornófilm rendező a pornóstúdióban.
- Susan (eredeti hangja: Kimiko Glenn) Alastor és Rosie legutáltabb ismerőse.